# Maragondanahalli, Bangalore South
Maragondanahalli là một làng thuộc tehsil Bangalore South, huyện Bangalore Urban, bang Karnataka, Ấn Độ.